# Show Me Your Love (TVXQ e Super Junior)
Show Me Your Love è un brano musicale interpretato dai gruppi musicali TVXQ e Super Junior 05, pubblicato come singolo il 15 dicembre 2008. Il brano è cantato in lingua coreana e lingua inglese ed ha raggiunto la prima posizione della classifica MIAK K-pop con 49 945 copie vendute alla fine dell'anno. La parte rap del testo è stata scritta da Heechul, Shindong e Eunhyuk dei Super Junior 05..

## Tracce
CD singolo
1. Show Me Your Love - TVXQ & Super Junior 05 — 4:07
2. I Wanna Hold You - TVXQ — 4:14
3. I'm Your Man - Super Junior 05 — 3:44
4. Show Me Your Love [strumentale] — 4:04

Durata totale: 16 min 07 s

## Classifiche
| Classifica (2005) | Posizione massima |
| ----------------- | ----------------- |
| Corea             | 1                 |